# 鍋島元茂
鍋島 元茂（なべしま もとしげ）は、江戸時代前期の大名、剣豪。通称は三平。肥前国小城藩初代藩主。官位は従五位下・紀伊守。

## 生涯
肥前佐賀藩主・鍋島勝茂の次男。のちの蓮池藩の城下となる小曲館（こまがりやかた）生まれ。母は小西三右衛門の娘・岩とされる。始め諱は直元を名乗る。
当初は嫡男として扱われていたが、元茂が4歳の時、父・勝茂が徳川家康の養女（岡部長盛の娘）菊姫と再婚した際に廃嫡された。これは、菊姫との間に生まれた子供を跡継ぎにしようとしたためとも言われている。このため、家督を継ぐことができず、江戸に人質として送られた。
寛永15年（1638年）、天草・島原の乱から帰参すると、父の勝茂は佐賀城本丸に入り、自らは西の丸に入った（弟の直澄は三の丸に入った）。
祖父である直茂の死去後、その隠居領であった1万石を与えられており、幾度か加増され、最終的には寛永19年（1642年）に肥前小城に7万3000石を与えられ（年代については異説あり）、同藩の初代藩主となった。これは鍋島家中ではかなりの高禄であり、廃嫡されたとはいえ、父から冷遇はされていなかったようである。島原の乱にも父と共に従軍している。
剣の腕に優れた達人で、柳生宗矩から印可書を一番に受けたと言われている。木村友重と共に徳川家光の打太刀を務めた。柳生宗矩とは30年にわたる道縁で、死の直前に秘巻「兵法家伝書」を与えられている。承応3年（1654年）に死去し、跡を長男の直能が継いだ。

## 系譜
父母
- 鍋島勝茂（父）
- 岩（-慶長7年11月6日(1602年12月19日)） ー 小西三右衛門の娘、側室（母）[3]

正室
- 於仁王（慶長6年(1601)-正保元年10月10日(1644年11月9日)） ー 鍋島茂里の娘：法名は高岳院殿月清日善大姉[3]

子女
- 鍋島直能（長男）：生母は高岳院（正室）
- 鍋島直朗（次男）：鍋島主水家3代当主鍋島武興の養女・於初（佐賀藩主鍋島光茂の娘）を妻としてその養嗣子になり、鍋島主水家4代当主となる[4]
- 鍋島直治（三男）

養女
- 鍋島直広室 ー 鍋島勝茂の娘

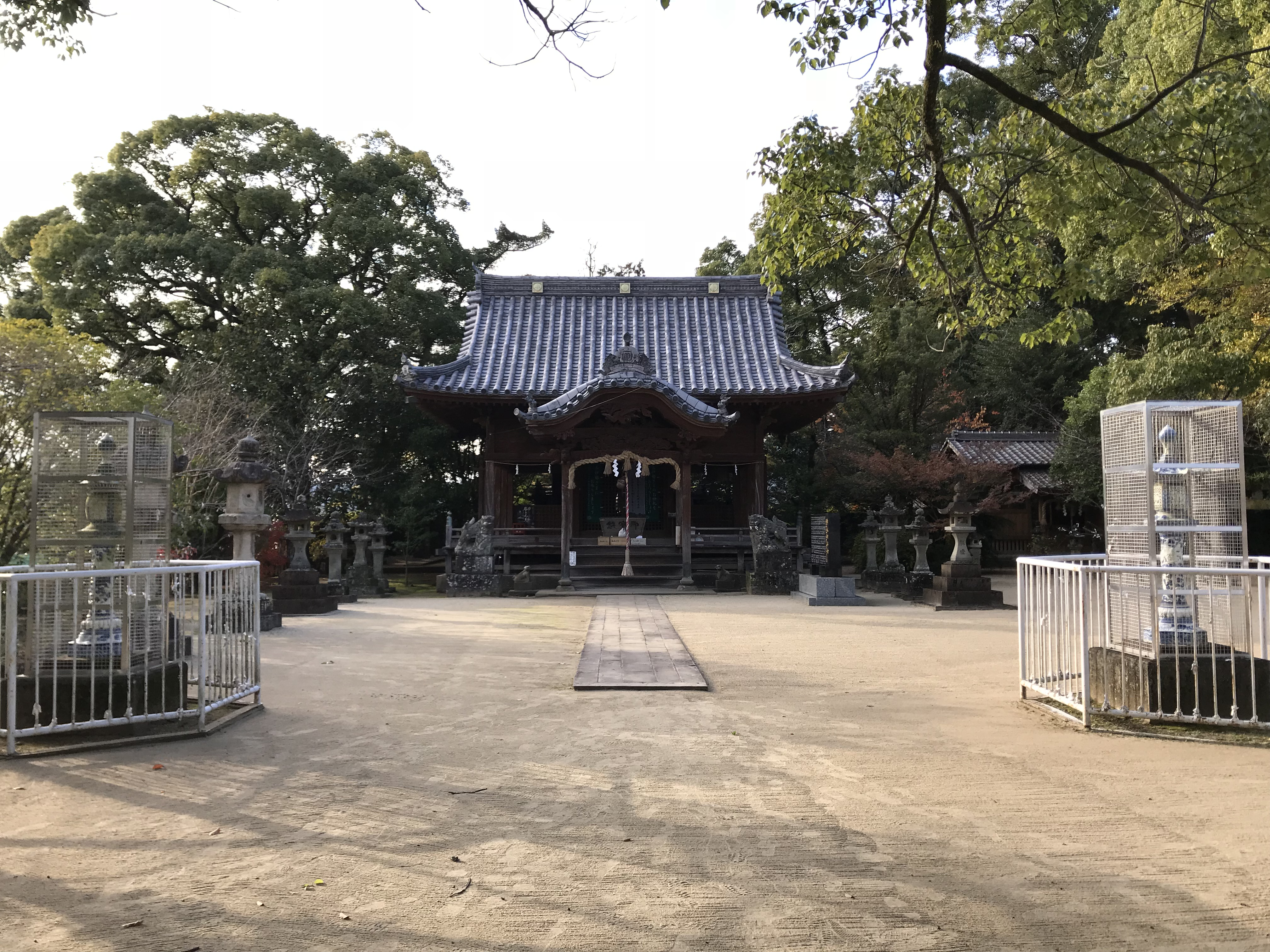
元茂と直能を祀る岡山神社（小城市）
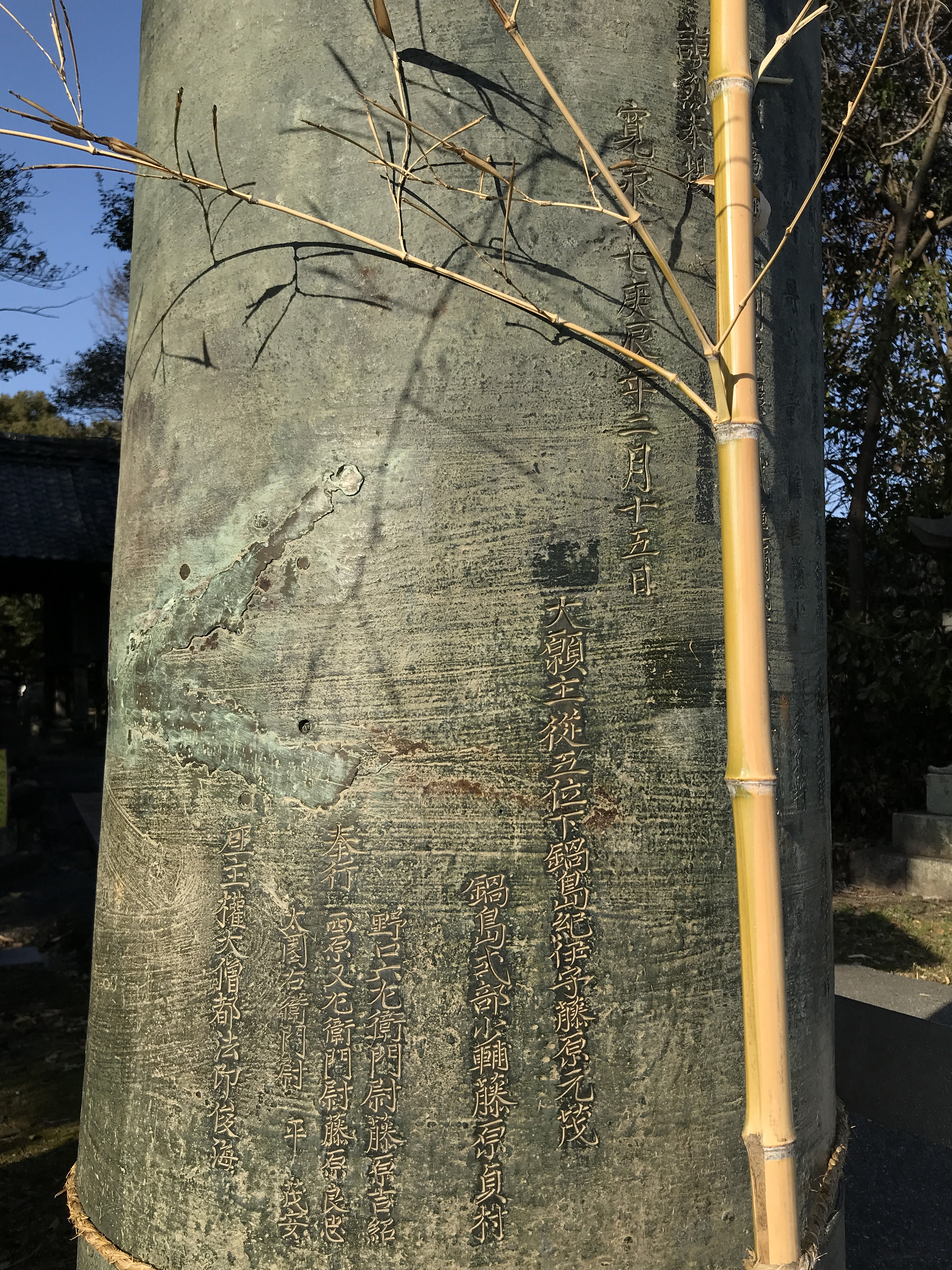
大堂神社三の鳥居（佐賀市諸富町、佐賀県指定有形文化財）の銘。元茂が寄進した旨記載がある。